# Sanherib
Sanherib of Sennacherib (Akkadisch: mdSîn-aḫḫēmeš-eri4-ba, Sîn-ahhī-erība, "Sîn heeft (verloren) broeders voor me vervangen") was van ca. 705 tot 681 v.Chr. koning van Assyrië. Hij was de zoon van Sargon II, was getrouwd met Naqi'a en was vader van Esarhaddon en grootvader van Assurbanipal.

## Naam
De naam Sanherib is ongebruikelijk voor een Assyrische koning, omdat de naam van de god Sin zelden als theofoor element werd gebruikt. Zijn naam laat zien dat het bij zijn geboorte nooit verwacht was dat hij de troon zou bestijgen (net als in het geval van zijn vader Sargon en zijn zoon Esarhaddon). Koningsnamen werden als nuttige propaganda gezien en zorgvuldig geconstrueerd. Geen enkele gewone burger mocht deze namen dragen.

## Binnenland
Hij had bij zijn troonsbestijging weinig last van lokale opstanden, want Assurs overmacht was door de militaire ondernemingen van zijn voorganger Sargon II zo groot geworden dat Sanherib zich niet meer bezig hoefde te houden met de jaarlijkse veldtocht. Intussen voerden de met de Meden verbonden Kimmeriërs een vriendschappelijke politiek ten overstaan van Urartu, niet om Assyrië maar om Frygië ten val te brengen.
Sanheribs nieuwe residentiestad Ninive werd door qanaten van water voorzien. Hij liet in de stad schitterende tuinen en een wildpark aanleggen. Deze stonden model voor het antieke beeld van een paradijs. Zo liet hij in het gebied van de akîtu-feesthuizen in Assoer een tuin aanleggen met meer dan 2000 bomen.

## Judea
Sanherib slaagde er door toedoen van Egypte niet in de problemen in het koninkrijk Juda onder koning Hizkia volledig op te lossen. In de Hebreeuwse Bijbel wordt verteld dat Sanherib zijn belegering van Jeruzalem moest staken toen een engel van JHWH in één nacht 185.000 van zijn soldaten doodde (2 Koningen 18:13 - 19:37), maar over het algemeen wordt aangenomen dat Hizkia net als zijn vader Achaz goud en zilver betaalde om het noodlot af te wenden (2 Koningen 16:5-9).

## Babylon
Hij stelde zijn oudste zoon Ashur-nadin-shumi aan als heerser over Babylon. Deze laatste werd kort daarna ontvoerd door de Babyloniërs en uitgeleverd aan de Elamieten, die hem waarschijnlijk terechtstelden. Als reactie op dit verbond tussen Babylon en Elam rukte Sanherib tegen Babylon op met het landleger en een door 'Westerlingen' bemande en door Frygiërs gebouwde vloot. Sanherib belegerde Babylon in 689 v.Chr. en op onnavolgbare wijze liet hij de stad verwoesten ("hij liet het water van de Eufraat over de stad vloeien"), wat in de latere Mesopotamische literatuur werd gezien als een belediging van Babylons goden.

## Zeeland
Ook het Zeeland, dat onder zijn vorst Nabu-shuma-ishkun meegevochten had in het bondgenootschap met Elam en Babylon in de slag van Halule (691 v.Chr.) tegen de Assyriërs, moest eraan geloven. Sanherib verving hem door Nabu-zer-kitti-lishir, een andere zoon van Marduk-apla-iddina, en stelde hem aan als gouverneur van het moerassige zuiden.

## Opvolging
Na de dood van zijn oudste zoon en vermoedelijke opvolger Ashur-nadin-shumi stelde Sanherib zijn tweede oudste zoon Arda-mullisi aan als kroonprins. Om nog onbekende reden viel die laatste in ongenade en Sanherib stelde in zijn plaats een jongere zoon, Esarhaddon, aan als kroonprins. Mogelijk speelde de moeder van Esarhaddon, de ambitieuze en invloedrijke Naqi'a hierin een rol. Ondanks dat Sanherib zijn familieleden en de Assyrische bevolking trouw liet zweren aan Esarhaddon, bleef diens positie precair. Arda-mullisi bleef veel aanhang genieten en over Esarhaddon werden allerlei geruchten verspreid. Om zijn kroonprins te beschermen zond Sanherib hem naar de westelijke provincies. Sanherib werd in 681 v.Chr. tijdens het gebed vermoord met messteken door Arda-mullisi en diens aanhangers. Er volgde een strijd tussen de twee troonpretendenten die snel in het voordeel van Esarhaddon werd beslecht.